# Yuji Hyakutake
Yuji Hyakutake (japanska: 百武裕司?, Hyakutake Yūji), född 7 juli 1950 i Shimabara, död 10 april 2002 i Kokubu i nuvarande Kirishima, var en japansk amatörastronom, främst känd för sin upptäckt av Hyakutakes komet den 31 januari 1996. Vid upptäckten använde han en 25×150-kikare.
Asteroiden 7291 Hyakutake är uppkallad efter honom.